# Archibald Hamilton, 9:e hertig av Hamilton
Archibald Hamilton, 9:e hertig av Hamilton och 6:e hertig av Brandon, född den 15 juli 1740, död den 16 februari 1819 på Ashton Hall,  Lancashire, var en skotsk ädling. 

## Biografi
Archibald Hamilton var son till James Hamilton, 5:e hertig av Hamilton. Han utbildades vid Eton och var parlamentsledamot mellan 1768 och 1772. År 1799 ärvde han hertigtiteln efter sin halvbrors son och blev också dennes efterträdare som lordlöjtnant för Lanarkshire.

### Familj
Han gifte sig 1765 med lady Harriet Stewart (död 1788), dotter till Alexander Stewart, 6:e earl av Galloway, och hade följande barn:
- Lady Anne Hamilton (1766-1846), hovfröken hos prinsessan av Wales (Caroline av Braunschweig)
- Alexander Douglas-Hamilton, 10:e hertig av Hamilton (1767-1852)
- Archibald Douglas-Hamilton (1769-1827)
- Lady Charlotte Hamilton (1772-1827) , gift med Edward St Maur, 11:e hertig av Somerset
- Lady Susan Hamilton (1774-1846), gift med George Murray, 5:e earl av Dunmore